# فاردوخة (سيدي أحمد العروسي)
فاردوخة هي إحدى مشيخات المملكة المغربية، تتبع جغرافيا لإقليم السمارة وإداريًا لسيدي أحمد العروسي. يقدر عدد سكانها بـ 54 نسمة حسب الإحصاء الرسمي للسكان والسكنى لسنة 2004.